# GC셀
GC셀(영어: GC Cell)은 GC녹십자랩셀과 GC녹십자셀이 통합하여 출범한 서비스 기업이다.

## 계열사
지씨씨엘(Global Clinical Central Lab)이란 녹십자랩셀 검체분석 자회사를 두고 있다